# Новацька Ніна Нестерівна
Ніна Нестерівна Новацька (нар. 18 червня 1939) — українська радянська діячка, новатор сільськогосподарського виробництва, завідувачка молочнотоварної ферми колгоспу «Червоний партизан» Верхньодніпровського району Дніпропетровської області. Член Ревізійної Комісії КПУ в 1981—1990 р.

## Біографія
У 1960—1980-х роках — доярка, завідувачка молочнотоварної ферми колгоспу «Червоний партизан» села Мишурин Ріг Верхньодніпровського району Дніпропетровської області. Новатор сільськогосподарського виробництва. 
Член КПРС з 1967 року.
Потім — на пенсії у селі Мишурин Ріг Верхньодніпровського району Дніпропетровської області.

## Нагороди
- орден Трудового Червоного Прапора (1973)
- ордени
- медалі